# أندرياس إيكبرج
أندرياس ايكبرج (بالسويدية: Andreas Ekberg)‏ هو حكم كرة قدم سويدي، ولد في 2 يناير 1985 في مالمو في السويد.

## روابط خارجية
- أندرياس إيكبرج على موقع Soccerway.com (الإنجليزية)